# Mount Liamuiga
Mount Liamuiga (ook: Mount Misery) is een 1.156 meter hoge stratovulkaan in het noorden van het eiland Saint Kitts in Saint Kitts en Nevis. Het is het hoogste punt van het land. De berg heeft een krater met een breedte van ongeveer 1 km en een diepte van ongeveer 200 m. In de krater bevindt zich een meer dat in 1959 was drooggevallen, maar weer is teruggekeerd. Er is een wandelpad naar de top van de berg.

## Overzicht
De berg heette oorspronkelijk Mount Misery, maar in 1983, na de onafhankelijkheid van Saint Kitts en Nevis, werd de naam gewijzigd naar Liamuiga, een woord van de Kalinago-inheemsen dat vruchtbare grond betekent. De laatste uitbarsting van Mount Liamuiga was in 160 n.Chr. ± 200 jaar.
Het onderste gedeelte van de Mount Liamuiga werd gebruikt voor suikerrietplantages en fruitbomen. Daarboven wordt het landschap gedomineerd door een dicht tropisch regenwoud met palmen en bamboe. Het regenwoud gaat bij de top over in nevelwoud. De top van berg geeft bij helder weer uitzicht over de naburige eilanden inclusief Sint Maarten dat 72 km verderop ligt.
Vanaf het dorp Newton Ground in Saint Paul Capisterre is een wandelpad aangelegd dat naar de top van Mount Liamuiga leidt. De tocht duurt 3 tot 4 uur, en wordt beschouwd als een zware klim. Sinds 2006 zijn de berg en het omliggende gebied beschermd als onderdeel van het Central Forest Reserve National Park.